# Neoarisemus maesi
Neoarisemus maesi är en tvåvingeart som beskrevs av Collantes och Martinez-ortega 1999. Neoarisemus maesi ingår i släktet Neoarisemus och familjen fjärilsmyggor.
Artens utbredningsområde är Nicaragua. Inga underarter finns listade i Catalogue of Life.